# Oral Roberts

Granville Oral Roberts, mais conhecido como Oral Roberts (24 de janeiro de 1918 - 15 de dezembro de 2009), foi um televangelista pentecostal norte-americano.
Fundou uma universidade com seu nome, a Oral Roberts University.
Morreu aos 91 anos, vítima de complicações de uma pneumonia.